# رگرسیون گام‌به‌گام
در آمار، رگرسیون گام‌به‌گام (به انگلیسی: Stepwise regression) روشی برای برازش مدل‌های رگرسیونی است که در آن انتخاب متغیرهای پیش‌بینی‌کننده با یک روش خودکار انجام می‌شود. در هر مرحله یک متغیر برای جمع یا تفریق از مجموعه متغیرهای توضیحی بر اساس معیارهای از پیش تعیین‌شده در نظر گرفته می‌شود. معمولاً این رگرسیون به شکل دنباله‌ای از آزمون‌های F یا t -test به جلو، عقب یا ترکیبی است.